# John Chivington
John Milton Chivington, né le 27 janvier 1821 à Lebanon et mort le 4 octobre 1894 à Denver, est un officier de l'armée des États-Unis.
Il est remarqué pour son implication dans la campagne du Nouveau-Mexique lors de la guerre de Sécession, puis dans la guerre du Colorado, un conflit opposant les États-Unis aux tribus indiennes. En 1862, il est célébré en héros de la bataille de Glorieta Pass, mais, bien qu'il ne fût pas sanctionné, son rôle deux ans plus tard dans le massacre de Sand Creek laissa une tache infamante sur sa carrière militaire.

## Jeunesse
Né dans l'État de l'Ohio et attiré par le méthodisme, il est ordonné pasteur en 1844. En 1863, il participe à une expédition de missionnaires méthodistes dans l'État du Kansas, où s'était installée la nation Huron. En 1856, il reçoit une lettre de menace de membres pro-esclavage de sa congrégation en raison de sa haine déclarée pour cette pratique. En conséquence, l'Église méthodiste le transfère dans la paroisse d'Omaha. En 1860, il exerce des responsabilités dans le district méthodiste des montagnes Rocheuses et s'installe avec sa famille à Denver.

## Guerre civile américaine
Lorsque la guerre de Sécession éclate l'année suivante, le gouverneur des territoires du Colorado, William Gilpin, lui offre le poste d'aumônier, mais Chivington refuse. Chivington décide de prendre une part active à la guerre et entre avec le grade de commandant dans le 1er régiment des volontaires du Colorado, commandé par le colonel John P. Slough. Le 26 mars 1862, durant l'offensive du confédéré Henry Hopkins Sibley sur le territoire du Nouveau-Mexique, il mène un détachement de 418 hommes à Apache Canyon. Sa troupe y surprend 300 confédérés commandés par le commandant Charles Pyron. À l'issue de ce premier affrontement, l'unité de Chivington compte 5 tués, 14 blessés, et fait 75 prisonniers parmi les confédérés dont les pertes s'élèvent en outre à 4 morts et 20 blessés. Cette victoire mineure motive son régiment de volontaires.
Le 28 mars, le colonel Slough affronte les troupes de Sibley à Glorieta Pass. Il donne ordre aux 400 hommes de Chivington d'effectuer un mouvement tournant pour attaquer le flanc confédéré. Chivington prend position en surplomb de la passe, mais attend en vain l'arrivée de Slough ou de son adversaire. Des éclaireurs lui rapportent alors que le train de ravitaillement des confédérés se trouve dans les environs, à Johnson's Ranch. Après une heure d'attente supplémentaire, les unités de Chivington se décident à attaquer les quelques gardes présents autour du train. Les wagons sont brûlés, les chevaux et les mules abattus. Pendant ce temps, la bataille de Glorieta Pass fait rage. Chivington rejoint finalement le gros des forces du colonel Slough alors que celui-ci fait précipitamment retraite. Les Confédérés remportent la bataille, mais ne disposent plus assez de ravitaillement pour poursuivre leur avancée, à cause de l'action de Chivington et ses hommes. Les troupes de Sibley sont contraintes de faire retraite jusqu'au Texas, la destruction du train inversant le résultat de la bataille.
Ses supérieurs félicitent Chivington pour son action, même si sa découverte du train confédéré est fortuite. Certains historiens suggèrent que ses 400 hommes auraient pu retourner le cours des événements en rejoignant le gros des troupes de l'Union lorsque les premiers coups de feu se sont fait entendre. En avril 1862, il est nommé colonel du 1er régiment de cavalerie des volontaires du Colorado, car il s'est distingué lors de l'engagement de Johnson's Ranch, durant lequel personne ne fut tué ou blessé. Néanmoins, un aumônier confédéré se plaignit ensuite que Chivington avait menacé de tuer les hommes qu'il avait fait prisonniers. En novembre 1862, John Milton Chivington est promu au grade de brigadier-général, mais sa promotion est annulée en février 1863.

## Le massacre de Sand Creek

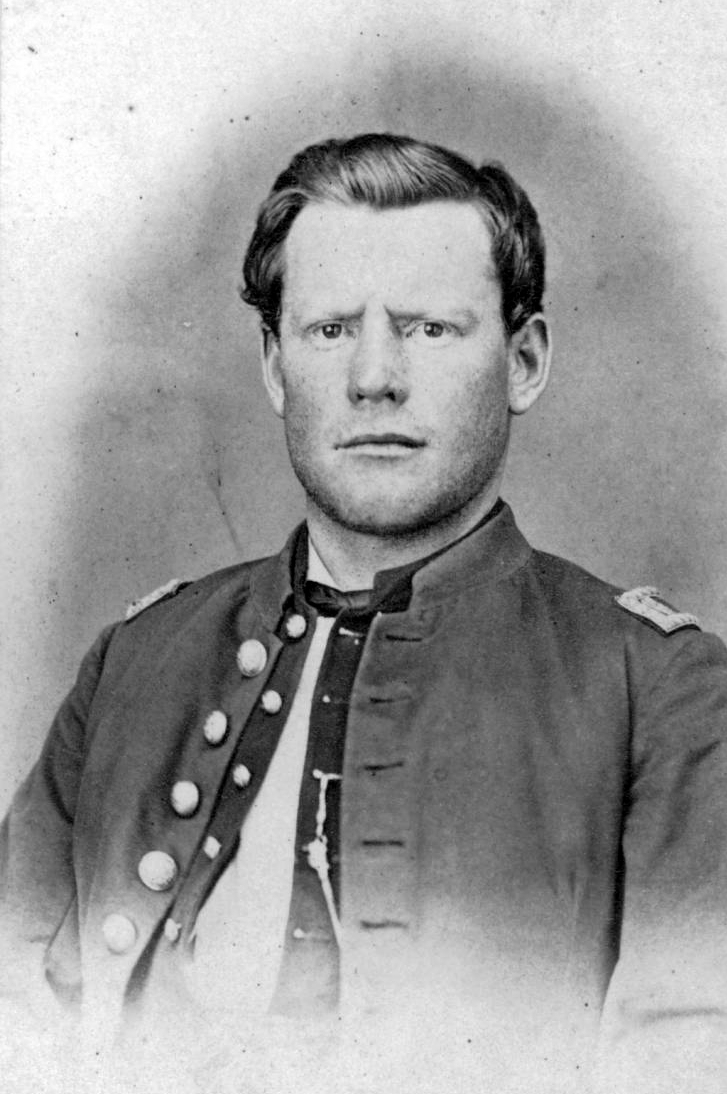
Le capitaine Silas S. Soule.

Après plusieurs années de conflit entre blancs et indiens dans le Colorado, un groupe d'environ 800 Cheyennes et leur chef Black Kettle se rend à fort Lyon afin de négocier un accord de paix. En compagnie d'indiens Arapahos commandés par le chef Left Hand, ils s'installent ensuite dans un campement à Sand Creek, à moins de 64 kilomètres (40 mi) au nord du fort. Les guerriers dits « Dog Soldiers », qui avaient été très actifs au cours du conflit, ne sont pas présents dans ce campement. Rassuré par les promesses de paix du gouvernement des États-Unis, Black Kettle envoie la plupart de ses guerriers à la chasse. Une soixantaine d'hommes restent au camp, la plupart trop jeunes ou trop vieux pour chasser. Le drapeau des États-Unis flotte sur le campement, car il lui est promis qu'« aussi longtemps qu'il ferait flotter le drapeau américain, lui et son peuple ne seraient pas inquiétés par les soldats. »
En novembre 1864, partant de fort Lyon, le colonel Chivington et 800 hommes appartenant aux 1er et 3e régiments de cavalerie du Colorado, ainsi qu'une compagnie du 1er régiment de volontaires du Nouveau-Mexique, mènent un raid sur le campement indien. Dans la nuit du 28 novembre, les soldats et miliciens s'enivrent aux alentours du camp. Le lendemain matin, Chivington ordonne à ses troupes d'attaquer. Un officier, le capitaine Silas Soule, refuse de suivre les ordres et demande à ses hommes de ne pas ouvrir le feu. Le reste des troupes attaque immédiatement, sans égards pour le drapeau des États-Unis flottant sur le camp, ni pour un drapeau blanc qui est brandi peu après les premiers coups de feu. Les soldats de Chivington massacrent la plupart des indiens présents, souvent désarmés.
Au cours de cet assaut, les troupes de l'armée perdent 15 hommes et plus de 50 sont blessés. Entre les effets de la boisson et le chaos résultant de l'assaut, la plupart de ces pertes sont imputables à des tirs amis. Les estimations des pertes indiennes sont de 150 à 200 morts, principalement des femmes et des enfants. Lorsque Chivington rédige son témoignage, plus tard produit devant un comité du Congrès des États-Unis, il estime que le nombre d'indiens tués se situe plutôt entre 500 et 600 et que la grande majorité d'entre eux étaient des hommes.
Une source Cheyenne rapporte qu'environ 53 hommes et 110 femmes et enfants ont été tués. Bon nombre des cadavres sont mutilés, et pour la plupart ce sont des femmes, des enfants et des vieillards. Chivington et ses hommes coiffent leurs armes, leurs chapeaux et leur équipement de scalps et différents morceaux humains, y compris des organes génitaux, avant d'aller afficher publiquement ces trophées de bataille à l'Apollo Theater et au saloon de Denver.
Chivington déclare que ses troupes avaient combattu dans une bataille contre des indiens hostiles et que l'action fut d'abord célébrée comme une victoire, quelques soldats arborant avec cynisme des parties de corps humain indiens comme des trophées. Cependant, le témoignage de Soule et de ses hommes oblige la tenue d'une enquête sur l'incident, qui conclut que Chivington a mal agi. Soule et les hommes qu'il commandait témoignent contre Chivington devant la cour martiale. Chivington dénonce Soule comme un menteur, et celui-ci est assassiné plus tard par un homme qui a servi sous le commandement de Chivington à Sand Creek. Certaines rumeurs de l'époque impliquent Chivington dans cet assassinat.
À la suite de l'enquête menée au nom de l'armée américaine par Edward W. Wynkoop, Chivington est condamné pour sa participation à ce massacre, mais il a déjà quitté l'armée et l'amnistie générale qui succède à la guerre de Sécession fait que des accusations criminelles ne peuvent être déposées contre lui. Toutefois, un juge de l'armée déclare publiquement que Sand Creek est « une lâche boucherie exécutée avec sang-froid, suffisamment pour couvrir ses auteurs de l'indélébile infamie, et de honte et d'indignation le visage de chaque américain ». L'indignation publique est intense face à la brutalité des massacres et la mutilation des cadavres, et aurait peut-être incité le Congrès des États-Unis à rejeter l'idée d'une guerre généralisée contre les Indiens du Midwest.

## Vie civile
Bien qu'il ne fut jamais puni pour ses actes, Chivington est forcé de démissionner de la milice du Colorado. L'indignation publique le contraint également à se retirer de la vie politique et le maintient à l'écart de la campagne du Colorado pour devenir un État. En 1865, il retourne au Nebraska et fait une tentative infructueuse pour devenir manutentionnaire de fret.
Après avoir vécu brièvement en Californie, Chivington retourne à sa ferme en Ohio. Plus tard, il devient rédacteur en chef d'un journal local. En 1883, il fait campagne pour un siège à l'Assemblée législative de l'Ohio, mais lorsque ses adversaires commencent à porter l'attention du public sur le massacre de Sand Creek, il est obligé de se retirer. Il retourne ensuite à Denver, où il travaille comme adjoint du sheriff, peu de temps avant sa mort due à un cancer, en 1894.
Jusqu'à la fin de sa vie, Chivington a soutenu que Sand Creek avait été une opération militaire réussie. Il a souligné à juste titre que son expédition avait fait suite à une série de raids meurtriers sur des personnes de race blanche, mais il a commodément ignoré le fait que le massacre de Sand Creek a provoqué les Cheyennes, les Arapaho et une partie des Sioux à accroître leurs raids sur les colons blancs, en représailles.
En 1887, la ville de Chivington, dans le Colorado, fut créée et reçut son nom. C'était une ville née d'une station de chemin de fer sur la Missouri Pacific Railroad, assez proche du lieu des massacres. Elle fut désertée pendant la période appelée Dust Bowl, où une série de tempêtes de poussières frappèrent cette région entre 1920 et 1930, mais quelques bâtiments subsistent encore aujourd'hui.

## Filmographie
Les films cinématographiques Massacre at Sand Creek de Arthur Hiller en 1956 et Le Soldat bleu, de Ralph Nelson en 1970, retracent l'épopée peu glorieuse de Chivington à Sand Creek. En 1957 Le fort de la dernière chance de Georges Marshall nous le montre au début relancer une guerre indienne par une attaque à Sand-Creek. À la télévision, il y eut l'épisode 5 de la série Colorado(1978) intitulé "Le Massacre " et en flash back l'épisode 12 " le cri de l'aigle". Le personnage appelé John Iverson dans Soldat bleu et Franck Skimerhorn dans Colorado, apparaît sous son vrai nom dans les premiers épisodes d'une autre série télévisée plus connue : Docteur Quinn, femme médecin.